# Felicia aethiopica
Felicia aethiopica es una especie perteneciente a la familia Asteraceae.

## Descripción
Es un arbusto, erecto y delgado, de forma variable pubescentes o glandular o subglabras; las  ramas en forma de barras, las, hojas opuestas o alternas, subsésiles, oblongas u obovados, obtusas, casi rígidamente ciliadas en el margen y la nervadura central (o glabra), a veces escasamente híspidas en uno o ambos lados; los frutos son aquenios muy suaves y brillantes.

## Distribución y hábitat
Originaria de Sudáfrica.

## Taxonomía
Felicia aethiopica fue descrita por  (Burm.f.) Bolus & Wolley-Dod ex Adamson & T.M.Salter  y publicado en Flora of the Cape Peninsula 770. 1950.
Sinonimia
- Aster capensis Less.
- Cineraria trachyphylla Spreng.
- Felicia microphylla (Cass.) Voss	[3]